# Arroyo San José (Río Uruguay)
Der Arroyo San José ist ein Fluss im Westen Uruguays.
Der wenige Kilometer lange Fluss entspringt in der Stadt Belén im Departamento Salto. Von dort fließt er in nordwestliche Richtung durch das Stadtgebiet und mündet schließlich im Westen Beléns als linksseitiger Nebenfluss in den Río Uruguay.